# Koczetno
Koczetno (ros. Кочетно) – wieś (ros. село, trb. sieło) w zachodniej Rosji, w sielsowiecie iwanczikowskim rejonu lgowskiego w obwodzie kurskim.

## Geografia
Miejscowość położona jest u źródła ruczaju Koczetna (lewy dopływ Prutiszcze w dorzeczu Sejmu), 3 km od centrum administracyjnego sielsowietu (Iwanczikowo), 10 km na północny wschód od centrum administracyjnego rejonu (Lgow), 56 km na zachód od Kurska, 13 km od drogi regionalnego znaczenia 38K-017 (Kursk – Lgow – Rylsk – granica z Ukrainą) – część trasy europejskiej E38.
We wsi znajduje się 37 posesji.
Klimat
Miejscowość, jak i cały rejon, znajduje się w strefie klimatu kontynentalnego z łagodnym ciepłym latem i równomiernie rozłożonymi opadami rocznymi (Dfb w klasyfikacji klimatów Köppena).

## Demografia
W 2010 r. wieś zamieszkiwało 13 osób.